# Ixodes rubidus
Ixodes rubidus är en fästingart som beskrevs av Neumann 1901. Ixodes rubidus ingår i släktet Ixodes och familjen hårda fästingar. Inga underarter finns listade i Catalogue of Life.